# Postgraduaat
Een postgraduaatsopleiding is in Vlaanderen een opleiding die gevolgd wordt na het behalen van een bachelor- of masterdiploma. Sedert de Bolognaverklaring zijn de vroegere postgraduaatsopleidingen grotendeels vervangen door master-na-masteropleidingen (of banaba-opleidingen). Enkel de kleinere cursussen die niet aan 60 ECTS-studiepunten komen, en dus niet tot een (postinitieel) master- of bachelordiploma kunnen leiden, blijven nog gekend als postgraduaat. Voor postgraduaatsopleidingen geldt wel een minimum van 20 ETCS-punten om erkend te worden.